# Đường Nam Sông Hậu
Đường Nam Sông Hậu, còn được gọi là Quốc lộ Nam Sông Hậu hay Quốc lộ 91B là một tuyến quốc lộ dài 162 km đi qua thành phố Cần Thơ và tỉnh Cà Mau.

## Lộ trình
Đường Nam Sông Hậu – Quốc lộ 91B bắt đầu từ giao lộ với Quốc lộ 91 tại phường Phước Thới, TP. Cần Thơ, đi vòng xuống phía nam sân bay Cần Thơ rồi cắt qua khu vực nội đô Cần Thơ và giao với Quốc lộ 1 (đoạn đường dẫn cầu Cần Thơ) tại nút giao IC3. Từ đây, tuyến đường tiếp tục đi gần như song song với bờ Nam sông Hậu đến cửa biển Trần Đề. Sau đó, tuyến đường lại đi dọc bờ biển thành phố Cần Thơ sang tỉnh Cà Mau rồi kết thúc tại điểm giao với Quốc lộ 1 thuộc phường Bạc Liêu, tỉnh Cà Mau.

## Lịch sử
Quốc lộ 91B được khởi công xây dựng từ năm 2000, ban đầu chỉ bao gồm đoạn đường từ quận Ô Môn đến cảng Cái Cui. Tuy nhiên dự án sau đó bị ngưng do không có mặt bằng thi công. Ngày 19 tháng 5 năm 2005, tuyến đường Nam Sông Hậu được khởi công xây dựng và Quốc lộ 91B trở thành dự án thành phần của dự án này. Công trình có tổng mức đầu tư là 3.296 tỷ đồng. Quy mô đường theo tiêu chuẩn cấp III đồng bằng, mặt đường bê tông nhựa, có 39 cầu vượt và 11 nút giao.
Ngày 6 tháng 6 năm 2010, Quốc lộ 91B đoạn qua địa bàn thành phố Cần Thơ được đưa vào sử dụng và đến ngày 9 tháng 3 năm 2011, đường Nam Sông Hậu chính thức thông xe toàn tuyến.
Đến thời điểm tháng 7 năm 2011, tuyến đường này đã có nhiều đoạn ngập nước thường xuyên và nhiều đoạn hư hỏng nặng ; tai nạn giao thông xảy ra thường xuyên; tình trạng xây nhà ở, hàng quán, trồng cây lấn chiếm hành lang an toàn giao thông tại đây diễn ra tràn lan.